# Лицензия ICP
Лицензия ICP (аббревиатура от Internet Content Provider; кит. упр. ICP备案, пиньинь ICP bèi'àn, буквально: «Регистрация ICP») — специальное разрешение, выдаваемое Министерством промышленности и информатизации КНР для веб-сайтов в КНР. Количество выданных лицензий может быть найдено внизу официального сайта министерства.

## История
Лицензия была создана Положением о телекоммуникации в КНР (кит. 中华人民共和国电信条例), обнародованным в сентябре 2000. Следуя этому закону, все сайты, имеющие доменное имя и работающие в пределах КНР обязаны иметь эту лицензию, причём интернет-провайдеры обязуются блокировать сайты без этой лицензии. Лицензии выдаются на уровне провинций.
Работа сайта именно в КНР является необходимым условием для получения лицензии. Иностранные компании, например, Google, не могут получить лицензию ICP на своё имя, именно поэтому Google приходится пользоваться своими китайскими партнёрами.

## Детали
Министерство может выдать несколько типов лицензий, ограниченных провинциальным уровнем:
- Лицензия ICP — лицензия для коммерческих веб-сайтов, предлагающих товары и услуги. Номера имеют формат 京ICP证12345678号 (в примере «京» означает Пекин как провинция).
- ICP filing — лицензия для некоммерческих веб-сайтов, собственно, не предлагающих никаких услуг. Номера имеют формат 京ICP备12345678号 (в примере «京» означает Пекин как провинцию).

Получение лицензии ICP обычно занимает около 20 рабочих дней после подачи документов хостинг-провайдеру. Если документы пройдут проверку, их направят в Министерство промышленности и информатизации КНР для дальнейшей проверки.